# Observatoire de Seeberg
L'observatoire de Seeberg ou de Gotha (Sternwarte Gotha ou Seeberg-Sternwarte) est un observatoire astronomique allemand situé sur la colline de Seeberg, près de Gotha, Thuringe, créé après 1787 et fermé en 1934. À l'origine, il était destiné à l'astrométrie, la géodésie, les observations météorologiques et la mesure du temps.

## Histoire
La conception de l'observatoire a commencé en 1787 par l'astronome de cour, le baron Franz Xaver von Zach, avec l'aide financière de Ernest II de Saxe-Gotha-Altenbourg. Il est basé sur l'observatoire Radcliffe d'Oxford. Deux ailes servaient de logement au personnel.
Durant la direction de Hansen, l'observatoire est démantelé et déménagé vers un endroit moins exposé de Gotha. Il a fermé ses portes en 1934.

### Directeurs
Les directeurs de l'observatoire ont été les suivants :
- Franz Xaver von Zach, 1787–1802
- Bernhard von Lindenau, 1802 - ?
- Johann Franz Encke, 1822–1825[5]
- Peter Andreas Hansen, 1825 - 1876[5]
- Charles Nicolaus Adalbert Krüger, 1876 - [6]?
- Hugo von Seeliger, 1881[7]

## Instruments
Autour de 1800, l'observatoire devient un centre international d'astronomie, car il est le plus moderne des instituts de l'époque, principalement du point de vue des instruments. Ceux-ci proviennent de Londres en Angleterre, qui en était le principal fournisseur au XVIIIe siècle,. Ceux-ci comprennent un quadrant de 18 pouces, un instrument de transit de deux pieds, trois sextants de Hadley, un héliomètre achromatique, une lunette achromatique de deux pieds (60 cm), un télescope de type grégorien et plusieurs horloges.
Au début du XIXe siècle, l'observatoire fait l'acquisition ld'instruments améliorés : un théodolite, un nouvel héliomètre, une nouvelle monture et un cercle méridien de trois pieds. Aucune spectroscopie ou photographie n'y a été effectuée et le seul équipement d'astrophysique de l'observatoire était un photomètre Zöllner.

## Hommages
L'astéroïde (1346) Gotha a été nommé en l'honneur de la ville de Gotha, en reconnaissance de son observatoire.